# Жирафа масайська
Масайська жирафа (Giraffa tippelskirchi), також відома як Кіліманджарська жирафа, — найбільший вид роду жираф і найвищий ссавець континенту. Поширений у Кенії, Танзанії та Замбії. Раніше вважався підвидом конгломерату виду Giraffa camelopardalis, але новіші дослідження виділяють масайську жирафу в окремий вид роду жираф. Родезійська жирафа (G. c. thornicrofti) раніше вважалася окремим підвидом, але після генетичного аналізу її було визначено як екотип усередині виду масайської жирафи. Загальна популяція виду становить приблизно 32 550 особин, включно з 550 особинами Родезійського фенотипу.

## Опис
Плями масайської жирафи вирізняються своєю негеометричною формою. Масайська жирафа — найбільший за розмірами вид з роду жираф.

## Оберігання
Популяція масайської жирафи зменшилась на 52 % в останні десятиліття. Демографічні дослідження диких жираф показали, що мала кількість цих жираф доживає до дорослого віку через браконьєрство за межами природоохоронних зон, а всередині них — через полювання хижих звірів. Ці чинники були визначені як ключові у зменшенні популяції масайських жираф. Збереженням виду in situ займаються декілька урядових агенцій, у тому числі Служба охорони дикої природи Кенії, Агентство національних парків Танзанції, Агентство охорони дикої природи Замбії; а також неурядові організації, у тому числі PAMS Foundation, Wild Nature Institute [Архівовано 20 серпня 2017 у Wayback Machine.], та Giraffe Conservation Foundation. У декількох зоопарках масайським жирафам вдалося успішно народити дитинча.

## Галерея

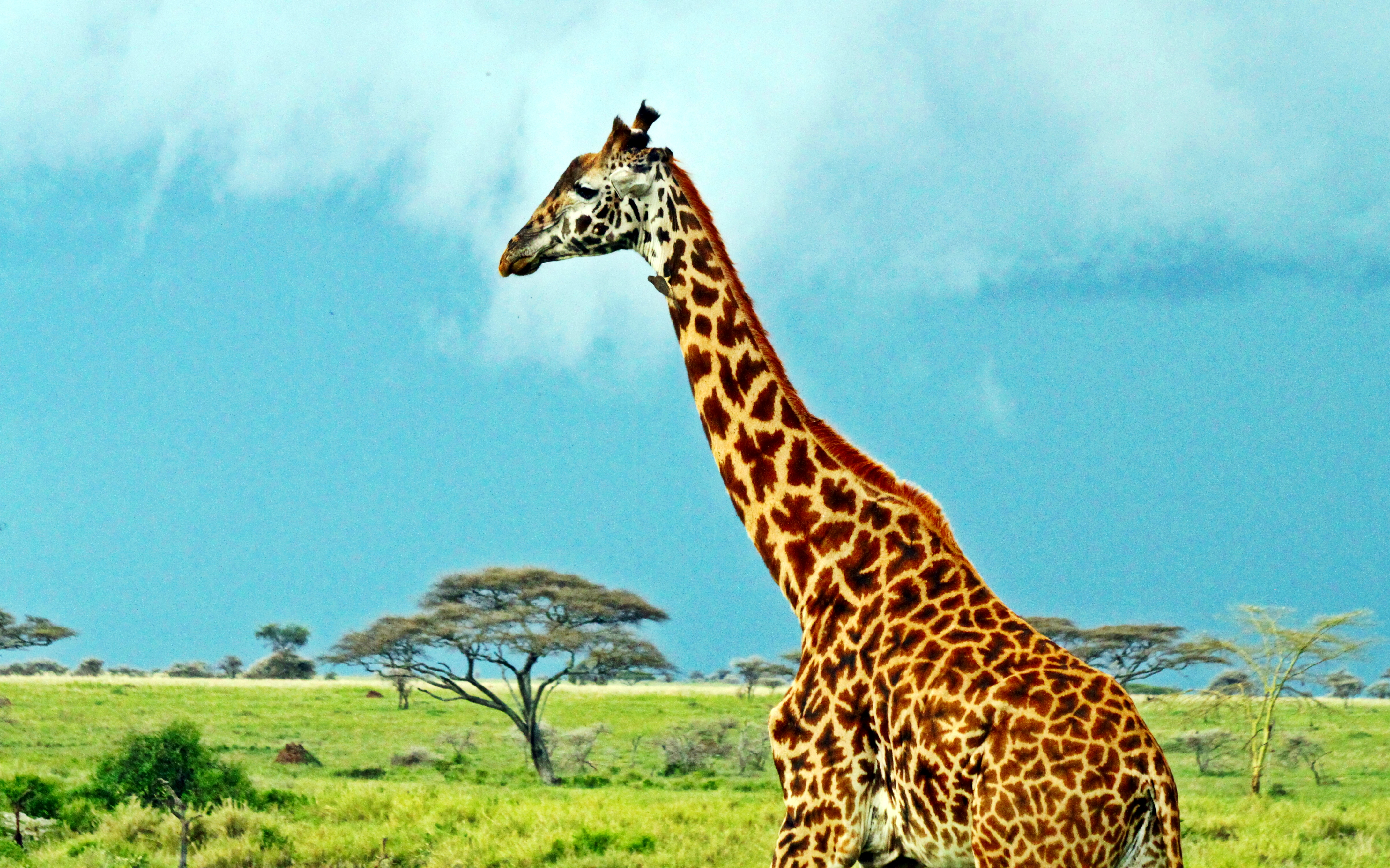
Масайська жирафа у Національному парку Серенгеті, Танзанія
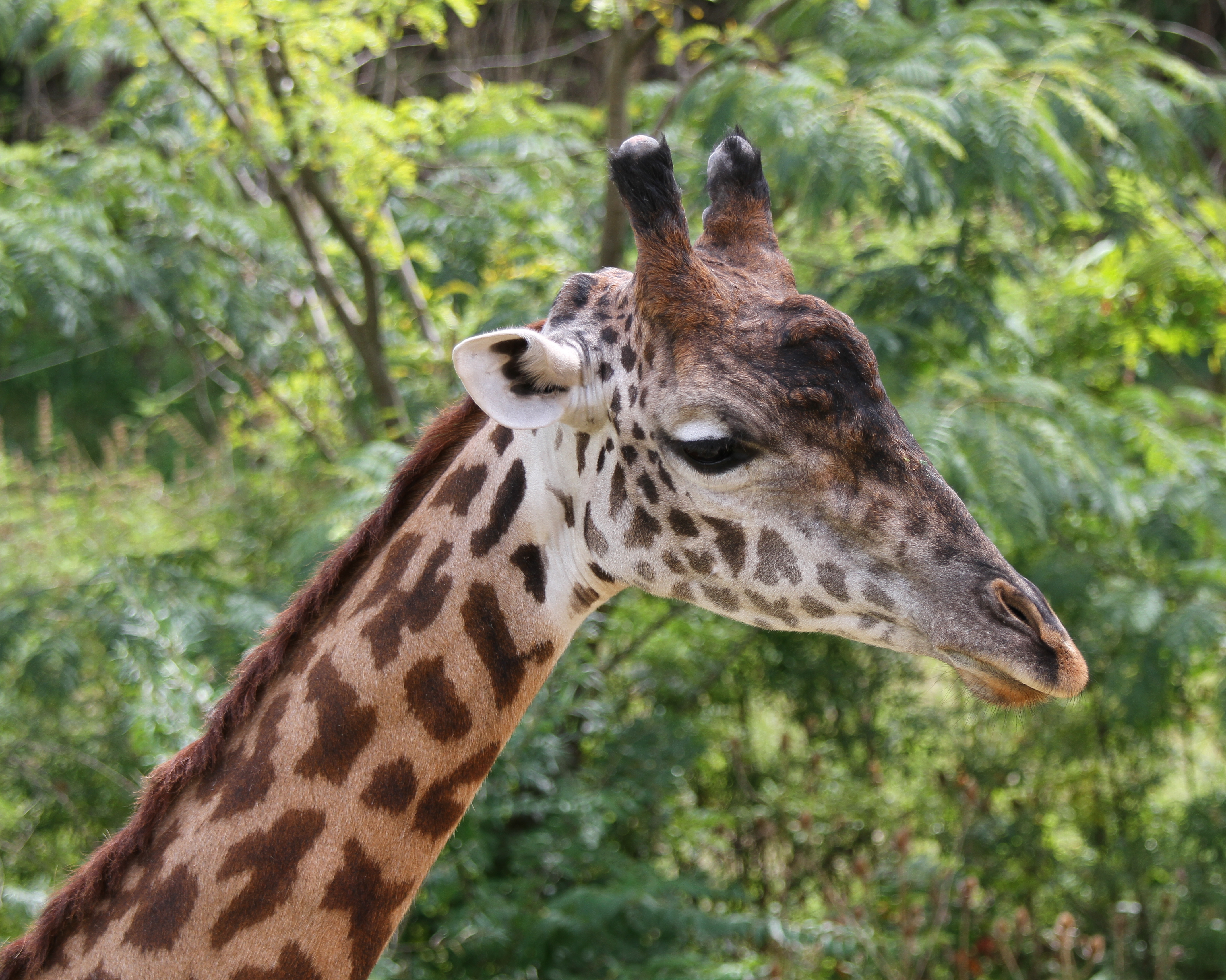
Голова масайської жирафи, Зоопарк Цинциннаті
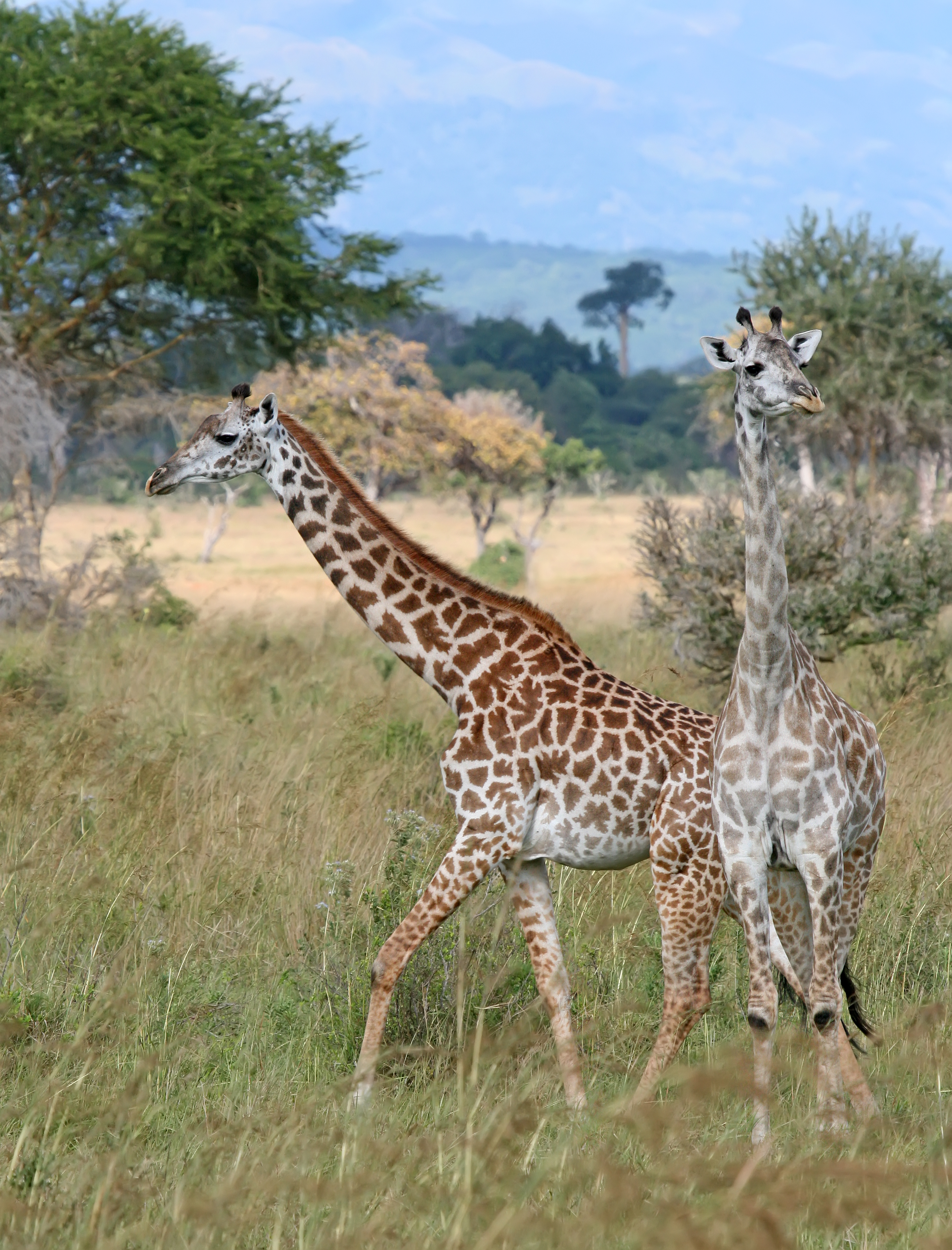
Дві масайських жирафи у Національному парку Мікумі
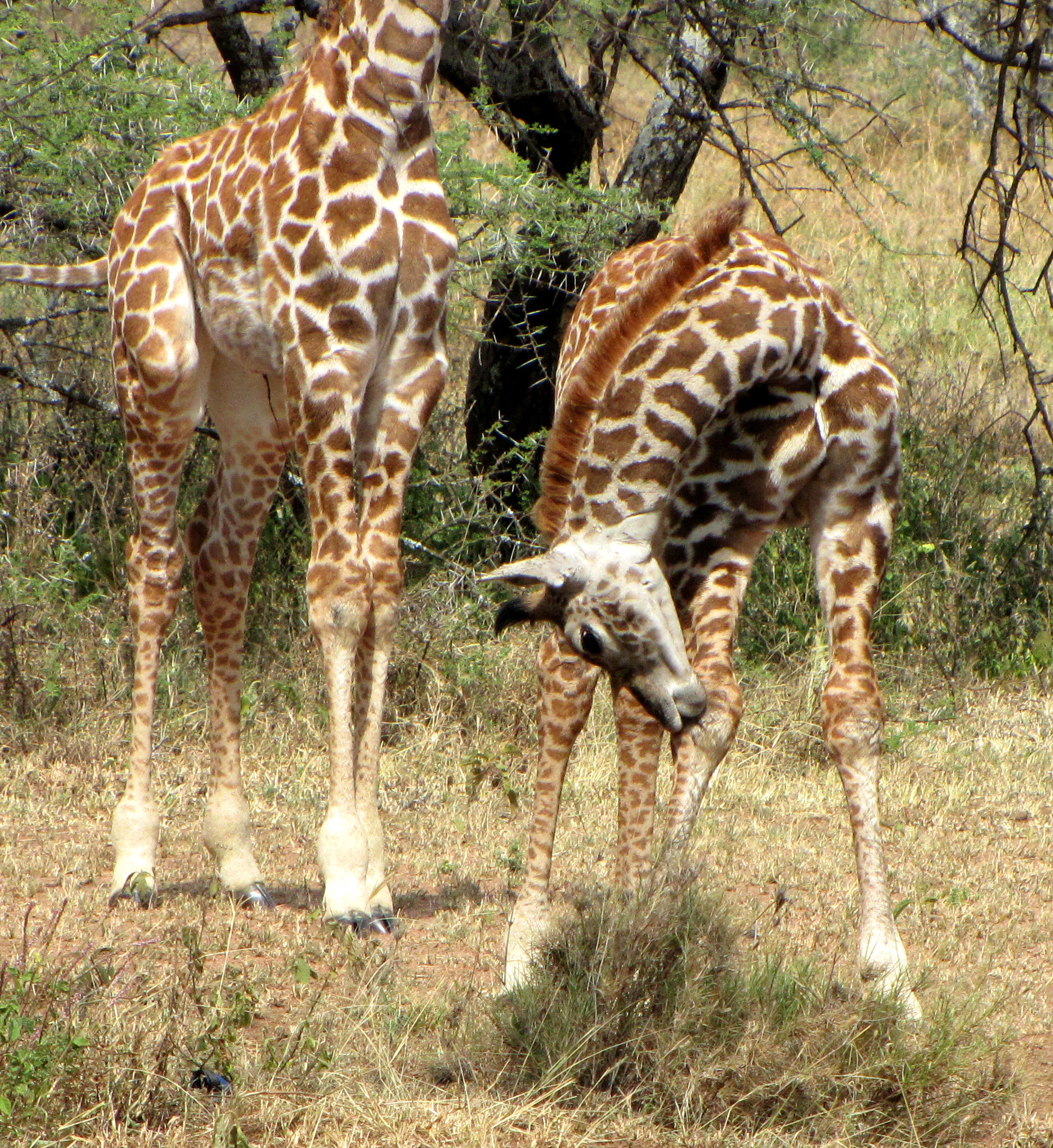
Дві масайських жирафи тижневого віку, Серенгеті